# Henriette Marie af Frankrig
Henriette Marie af Frankrig (fransk: Henriette Marie de France; 25. november 1609 – 10. september 1669) var en fransk prinsesse, der var dronning af England, Skotland og Irland fra 1625 til 1649 som ægtefælle til kong Karl 1.
Henriette Marie var datter af kong Henrik 4. af Frankrig og Marie af Medici. Hun var mor til to konger, Karl 2. og Jakob 2., farmor til to dronninger, Maria 2. og Anne, og mormor til en konge, Vilhelm 3., og endelig var hun henholdsvis søster og faster til de franske konger, Ludvig 13. og Ludvig 14.

## Biografi
Henriette Marie blev født den 25. november 1609 på Louvre i Paris som den yngste datter af det franske kongepar Henrik 4. og Marie af Medici. Den 13. juni 1625 blev hun gift med Karl 1., der var blevet konge af England i marts samme år.
Hendes katolske religion gjorde hende upopulær i England, og hun blev af samme grund aldrig kronet som dronning. Hun begyndte først at sætte sig ind i de politiske forhold i England, da borgerkrigen lurede i horisonten. Under den engelske borgerkrig 1642–1649 måtte hun i 1644 flygte til Frankrig efter fødslen af sin yngste datter Henriette Marie. Hun genså aldrig sin mand, der blev henrettet i 1649. Da hendes ældste søn blev konge, vendte hun i 1660 tilbage til England, men på grund af det fugtige engelske vejr og de dermed forbundne helbredsproblemer flyttede hun i 1665 tilbage til Frankrig, hvor hun døde fire år senere i Colombes udenfor Paris.

## Eftermæle
Delstaten Maryland i USA er opkaldt efter hende.

## Børn
Karl og Henriette Marie fik 9 børn, hvoraf 2 var dødfødte.
- Karl Jakob (født og død 1629)
- Karl 2. (1630-85)
- Mary (1631-60)
- Jakob 2. (1633-1701)
- Elisabeth (1635-50)
- Anne (1637-40)
- Catherine (født og død 1639)
- Henrik (1640-60)
- Henriette Marie (1644-70)

## Eksterne links
- Wikimedia Commons har flere filer relateret til Henriette Marie af Frankrig